# Mille Plateaux
Mille Plateaux ist ein deutsches Electronica-Musiklabel mit Sitz in Frankfurt am Main. Es ist bekannt für seine oft stilprägenden Veröffentlichungen in den Bereichen Ambient, Glitch, Minimal Techno und anderer experimenteller elektronischer Musik. 

## Geschichte
Das Label wurde 1993 von Achim Szepanski als Nachfolger des gleichnamigen Sublabels von Force Inc. Music Works gegründet. Aus Mille Plateaux wiederum gingen die Sublabel Ritornell (1999–2003), Plateaux Résistance (2005) und Supralinear (2005) hervor. Der Vertrieb erfolgte über DMD und EFA-Medien.
Der Ausdruck Mille Plateaux geht auf das Buch Tausend Plateaus (franz. Mille Plateaux) des Philosophen Gilles Deleuze und des Psychoanalytikers Félix Guattari zurück. Das Label-Konzept basiert dementsprechend auch auf deren Idee der Rhizomatik. Diese dient als Metapher für ein postmodernes beziehungsweise poststrukturalistisches Modell der Wissensorganisation und Weltbeschreibung.
Auf Mille Plateaux und seinen Sublabels veröffentlichten unter anderem die Künstler Akufen, Robert Babicz, Frank Bretschneider, Donnacha Costello, Curd Duca, Alec Empire, Fennesz, Hanayo In Panacea, Khan, Kid 606, Thomas Köner, Stephan Mathieu, Sebastian Meissner, Microstoria, Oval, Akira Rabelais, Restgeraeusch, Porter Ricks, Uwe Schmidt, SND, Terre Thaemlitz, Asmus Tietchens, Steel, Ultra-Red, Cristian Vogel sowie Reinhard, Wolfgang Voigt und Stewart Walker. Mit dem Aufkommen von Glitch im Jahr 2000 startete Mille Plateaux die nach dem Musikgenre Clicks & Cuts betitelte Compilation-Reihe Clicks & Cuts, die sowohl eigene als auch Künstler anderer Labels enthielt.
Anfang 2004 meldete der Mille Plateaux betreuende Vertrieb Force Inc. Music Works Insolvenz an. Dies stand vor allem im Zusammenhang mit dem Zusammenbruch des Vertriebs der EFA-Medien.
Im Jahr 2018 wurde das Label von Achim Szepanski neu gegründet. Es veröffentlicht seitdem sowohl online als auch auf Vinyl, CD, USB-Stick und Kassette. Neben einer Reihe an neuen Künstlern zählen Thomas Köner und Cristian Vogel zu den ursprünglichen Künstlern, die wieder mit dem Label zusammenarbeiten. 2020 publizierte Mille Plateaux in Kooperation mit dem Blog NON das Buch Ultrablack of Music, mit Texten von Autoren und Künstler wie Benjamin Noys, Holger Schulze, Thomas Brinkmann, Frédéric Neyrat, Bernd Herzogenrath, Marcus Schmickler und Julian Rohrhuber. Zugehörig dazu erschien eine digitale Compilation aus 34 Tracks. Dabei ist das Konzept der Ultrablackness für die Neuauflage des Labels richtungsweisend:

„Anonym, dunkel, schwarz, verborgen, verdeckt, verschlüsselt, undurchsichtig, undercover, unverständlich: Ultrablack of Music wagt den Exodus und lauscht jenen Kräften und Sounds, die vom Ungehörten in der Musik erzählen. Sound, das ist die Vibration, Resonanz und Diffraktion von Wellen im schwarzen Kosmos.“